# تونيك تشابالالا
تونيك تشابالالا (بالإنجليزية: Tonic Chabalala)‏ (25 أبريل 1979 في جنوب أفريقيا - ) هو لاعب كرة قدم جنوب أفريقي في مركز الدفاع. لعب مع أورلاندو بيراتس وتاندا رويال زولو ‏ وDynamos F.C. (South Africa) ‏.

## روابط خارجية
- تونيك تشابالالا على موقع قاعدة بيانات كرة القدم.إي يو (الإنجليزية)
- تونيك تشابالالا على موقع Soccerway.com (الإنجليزية)